# Персонализам

“Почни свој рад тамо одакле живиш, са малим потребама око тебе. Помози да се смањи напетост на твом радном месту. Помози и нахрани особу испред себе. Персонализам сматра да свако од нас има дубоку личну потребу да живи једноставно, да брине о потребама своје браће и сестара, и да дели срећу и тугу кроз коју они пролазе.”

Дејвид Брукс, Пут до карактера. 2015.
Персонализам је филозофска школа мишљења која је у потрази за описивањем јединствености 1) Бога као Особе или 2) људске особе у свету природе, посебно у односу са животињама. Један од главних интереса персонализма је људски субјективитет или самосвест, доживљен у сопственим актима неке особе и унутрашњим дешавањима–у „све у људском бићу што је интризично, при чему је свако људско биће сведок самог себе“.
Остали принципи:
1. Особе имају јединствену вредност, и
2. Само особе имају слободну вољу

Према идеализму постоји још један принцип
1. Само особе су стварне (у онтолошком смислу).

## Историја персонализма у филозофији

### Беркли
Џорџ Беркли (1685-1753) је био први филозофски идеалиста личности. Он је у потпуности негирао значајну реалност материјалног света, смањујући га на низ делова произведених у граничном уму бесконачности. Богу и душама приписује метафизичку реалност. Целокупна реалност се састоји од активних душа и њихове перцепције или пасивних идеја. Нема несвесних материјалних супстанци (esse est percipi). Материјалне супстанце се не могу проверити. Природа постоји само у душама, пре свега у Божанском духу и лицу, а затим се преноси као „”божански језик“ људским душама. Описијући материјални свет као божански језик Џ. Беркли комбинује хришћанску теологију са метафизичким идеализмом. Његов систем је, у строгом смислу те речи, идеализам личности.

### Кант
Имануел Кант (1724-1804) је утицао на амерички персонализам помоћу три правца: теорије знања, етичке теорије, и примат практичног разлога. Персонализам дугује много Кантовој теорији знања. Централни аспект његове теорије је активност ума. По овој доктрини, која говори о разноликом деловању мисли, Кант је допринео духовном индивидуализму Лајбница и Берклија и успоставио коначни садржај који је недостајао и учврстио га епистемолошком основом.

### Берђајев
Николај Александрович Берђајев (1874-1948) био је руски религијски и политички филозоф који је наглашавао људске слободе, субјективност и креативност.

### Могући прото-персонализам у филозофији

#### Сократ
Сократ (469-399. п. н. е.) је величан због тога што је филозофију узео као озбиљно трагање за истином по којој треба живети, што га је коштало сопственог живота, и уз помоћ критичког и рационалног метода, који представља комбинацију етике задовољства и етичких разлога, негирао је морални релативизам. Он је открио душу или сопство, као центар из којег проистиче свеукупно људско деловање.

#### Платон
За Платона (427-347. п. н. е.) је настанак персонализма филозофски најзначајнији. Он је навео да само логика, идеал и самоактивност представљају истину. Његова доктрина вечне идеје произвела је јасну потврду објективности вредносних норми независног људског мишљења. У свом методу, Платон је допринео ономе што је назвао „синопис“, промишљен преглед искустава у својим већим и значајнијим целинама. У етици, он је заступао доктрину самоспознаје, тежње да постигне складну целину у којој би сваки аспект душе преузимао улогу која је у највећој сагласности са смисленим јединством целине.

#### Анаксагора
Анаксагора (500-430. п. н. е.) је персоналистичком теизму пришао са својом доктрином да је божански Разум или Ум управљач сваког кретања.

#### Аристотел
Аристотел (384-322. п. н. е.) је истакао стварност као нешто што је конкретно и индивидуално, а самим тим се не слаже са Платоновим ставом апстрактне метафизичке универзалности. Он је заменио Платонов Светски Дух за једно самосвесно Биће, „Главни“ или „Непокренути покретач“. Аристотелу амерички персоналисти приписују повећан утицај емпиријским методама и побољшавање логичких инструмената, настављање етичке традиције самоспознаје и естетске теорије којима је наговестио позитивне односе између естетских доживљаја и других потреба људи.

#### Григорије Ниски
Григорије Ниски (око 335 – после 394) је истакао појам човечанства створеног по Божјем лику. Он је био међу првима који су експлицитно тврдили да је Бог квалитативно бесконачан и тако несхватљив. Из овога следи да је човечанство, будући да је одраз Бога, такође у извесној мери неразумљиво и да свака особа има бескрајну вредност. То га је довело до његове познате критике ропства:
Бог је рекао: Да начинимо човека по соственој слици и прилици. Ако је он прилика Бога, и влада целом земљом, и добија гарантовану власт над свим на земљи од Бога, ко је његов купац, реци ми? Ко је његов продавац? Само Богу припада та моћ; односно чак ни самом Богу. За његове благодетне поклоне, каже, да су неопозиви.  Бог стога не би смањивао људску расу ропством, јер је и сам, кад смо били поробљени у греху, спонтано нас подсетио на слободу. Али, ако Бог не пороби, шта је онда слобода, ко је човек да одређује своју моћ изнад Божје? (Homilies on Ecclesiastes)

#### Августин
Августин Хипонски (354-430) је развио концепцију јединства менталног живота, значаја воље у животу Бога и људи, формулисао је и истине да је самоизвезсност непосреднија од нашег знања о спољашњем свету и да важи да метафизика мора да се заснива на самосазнању коначне личности. Не само да је ставио мисао изнад ствари, него је и вредновао мислиоца изнад мисли. Августин је утврдио постајање душе као разумног и мислећег бића. У својим делима Исповести и Тројство он је користио аналогију између посматраних аспеката људске душе и разлика унутар Светог Тројства , показујући много пута своју веру у дубоко сродство између људске душе и Бога, упркос мистерији и превазилажењу које је истакао.

#### Боетије
Аниције Манлије Северин Боетије (480-524) дефинише особу као појединачну супстанцу рационалне природе. (Personae est definitio: naturae rationabilis individua substantia).

#### Авицена и Тома Аквински
Авицена (980-1037) у исламском истоку и Тома Аквински (1225-1274) у западном хришћанству извукли су од Аристотела и персоналиста интерпретацију и на тај начин сачували особену генијалност источне и западне културе. Свети Тома ефикасно приписује коначну каузалност Богу и тако ствара свет који директно зависи од божанске воље и по свом пореклу и по свом очувању (creatio et conservatio mundi). Он приписује изразито лични карактер Богу као креатору свих бића и успоставља веровање у личну бесмртност, бранећи систем филозофске етике и приписијући људима највише вредности које је могуће поседовати.

#### Декарт
Рене Декарт (1596-1650) је оживео Августинову доктрину примарности самоизвесности и направио основе за његов систем: Cogito, ergo sum (или тачније Cogito sum што је једноставније). У исто време он је разбио Аристотелову разлику између материје и форме које су преовладавале у западном уму скоро две хиљаде година, а на његово место је ставио радикалну разлику између мисли и надоградње или ума и тела. Тврдио је да је ум независтан од тела и на основу сопственог јединственог самоидентитета способан за бесмртну судбину.

#### Лајбниц
Готфрид Вилхелм Лајбниц (1646-1716) прецизније дефинише природу индивидуалности и приписује појединцу велики степен метафизичке независности. Он схвата супстанцу реализовану у бесконачним и у коначним монадама као физичке и активне. Лајбницова монадологија представља реалност састављену од активних индивидуа, укључујући људска бића али и разноврсне друге психичке јединице, рангиране од највише слабо свесних или несвесних неактивних монада до узвишене свесности Бога. Свака монада је активна („бити значи деловати“) у свемиру који се састоји од једноставних психичких монада, али монаде немају интеракцију (само изгледају тако) захваљујући претходно успостављеној хармонији. Као што је Декарт поново увео примат самоизвесности, тако је Лајбниц реформулисао принцип индивидуалности.

## Персонализам као разнолика категорија мисли
Пишући у Станфорд Енциклопедији филозофије, значајан научник Томас Д. Вилијамс наводи мноштво „школа“ које се заснивају на „персоналистичкој“ етици и „погледу на свет“, тврдећи:
„Персонализам постоји у многим различитим верзијама, а то се чини помало тешко дефинисати, као филозофски и теолошки покрет. Многе филозофске школе имају у основи једног одређеног мислиоца, или чак један централни рад који служи као камен темељац. Персонализам је више дифузан и еклектички покрет и нема такву универзалну референтну тачку. У суштини, правилније је говорити о постојању многих персонализама него о једном. Године 1947. Жак Маритен је могао написати да постоји барем десетак доктрина персонализма, које с времена на време немају ништа заједничко осим речи „персона“. Осим тога, због нагласка на субјективност лица и његових веза са феноменологијом и егзистенцијализмом, неки доминантни облици персонализма се нису пренели у системске расправе.
Можда је правилније говорити о персонализму као о „струји“ или ширем „погледу на свет“, јер представља више од једне школе или једне доктрине, док у исто време најзначајнији облици персонализма приказују неке централне и основне сличности. Најважније од свега је генерална афирмација централности особе за филозофску мисао. Персонализам поставља коначну реалност и вредност у личности – људских као и (барем за већину персоналиста) божанских. Он наглашава значај, јединственост и неповредивост особе, као и суштински релациону или комунитаристичку димензију. Наслов „персонализам“ се може применити на било коју школу мишљења која се фокусира на реалност лица и њиховог јединственог статуса уопште, а персоналисти обично признају доприносе широког спектра мислилаца који се у историји филозофије нису сматрали персоналистима. Персоналисти верују да људско биће треба да буде онтолошки и епистемолошки полазна тачка филозофске рефлексије. Они су забринути за истраживање искуства, статуса и достојанства људског бића као особе и схватају то као полазну тачку за све наредне филозофске анализе” [Williams, 2009].
Према Вилијамсу једну ствар треба имати у виду, да иако могу да постоје десетине теоретичара и друштвених активиста на западу који се везују за „персонализам“, њихова посебна жаришта у ствари могу бити асимптотска, па чак и разиличитост у материјалном стању ствари.

## Персонализам Емануела Мунијеа
У Француској, филозоф Емануел Муније (1905-1950) је био водећи заговорник персонализма, у оквиру којег је основао часопис Espirit, који постоји и данас. Према директиви Жан-Мари Доменака, критикован је да служи тортури за време Алжирског рата. Персонализам је виђен као алтернатива либерализма и маркзизма, који поштују људска права и људску личност без препуштања прекомерном колективизму. Мунијеов персонализам је имао значајан утицај у Француској, укључујући и политичке покрете, као што је Марк Сангријеова Ligue de la jeune République (Млада Републичка Лига) основана 1912. године.
Јеврејски антифашиста, Зеев Стернел, индетификовао је персонализам са фашизмом на веома контроверзан начин, тврдећи да Мунијеов покрет персонализма „дели идеје и политичке рефлексе са фашизмом“. Он је тврдио да „побуна против Мунијеовог индивидуализма и материјализма“ је могла да га доведе до тога да дели идеологију фашизма.

## Католички персонализам
Пратећи списе Дороти Деј, изразити хришћански персонализам се развија у 20. веку. Његов главни теоретичар био је пољски филозоф Карол Војтила (касније папа Јован Павле II). У свом раду, Љубав и Одговорности, који је први пут објављен 1960. године Војтила је предложио оно што је назвао „персоналистичка норма“. Ова норма у свом негативном аспекту наводи да је особа нешто добро, не допушта употребу и не може бити третирана као објекат употребе и као таква остаје до краја. У свом позитивном аспекту персоналистичка норма потврђује следеће: „Особа је добра уколико је њено основно и адекватно понашање љубав“. Овај аспект персонализма је постао познат као „Томистичан“ због својих напора да се уобличе модерни појмови који се односе на особе које следе учења Томе Аквинског. Ово је први принцип хришћанског персонализма: особу не треба искоришћавати, већ је поштовати и волети. У делу Gaudium et spes, Други Ватикански Сабор је формулисао оно што се сматра кључним изразом овог персонализма: „Човек је једино створење на земљи које је Бог хтео за себе и не може у потпуности да се пронађе осим кроз искрено поклањање себе“.
Ова формула за самоиспуњење нуди кључ за превазилажење дихотомије која се често осећа између личне „реализације“ и потреба и захтева друштвеног живота. Персонализам такође подразумева међусобни персонализам како истиче папа Бенедикт XVI у делу Caritas in Veritate: „Као духовно биће људски створ је дефинисан кроз међуљудске односе. Што више аутентично он или она проживљава ове односе, то више њихов лични идентитет сазрева. Изолацијом човек не успоставља своју вредност, него постављањем себе у односу са другима и са Богом“.

## Бостонски персонализам
Персонализам се развија у раном 20. веку на Бостонском универзитету у покрету познатом као Бостонски персонализам који предводи теолог Борден Паркер Баун. Баун је истакао особу као фундаменталну категорију за објашњавање реалности и тврди да су само особе стварне. Он се налазио у супротности са појединим облицима материјализма које описију особе као пуке честице материје. На пример, против аргумента да су особе безначајне честице прашине у огромном универзуму, Баун би рекао да је немогуће да читав универзум постоји одвојено од особе која га доживљава. Онтолошки говорећи, та особа је „већа“ од универзума, јер је универзум само један мали аспект особе која га доживљава. Персонализам потврђује постојање душе. Већина персоналиста тврди да је Бог реалан и да је он особа (или као у хришћанском Тројству, три „лица“, иако је важно напоменути да се нестандардно значење речи „особе“ у овом теолошком контексту значајно разликује од Баунове употребе).
Баун такође сматра да особе имају вредност (видети аксиологија, теорија вредности и етика). Објављивањем апсолутне вредности личности, он је чврсто стајао против одређених облика филозофског натурализма (укључујући социјалдарвинизам) који је покушавао да смањи вредност особе. Он је такође био против одређених облика позитивизма који захтева да се донесе етички и теолошки дискурс и одбацује бесмислене приче о Богу a priori.

## Калифорнијски персонализам
Џорџ Холмс Ховисонје проучавао метафизичку теорију која се назива лични
идеализам и која је такође названа „калифорнијски персонализам” да би се разликовала од бостонског. Ховисон тврди да су безлични монистички идеализам и материјализам у супротности са моралним слободама које доживљавају особе. Спречавање слободе да настави са идеалима истине, лепоте и „доброћудне љубави“ је чисто покопање сваког дубоког људског подухвата, укључујући науку, морал и филозофију. Стога, чак и персоналистички идеализам Борден Паркера Бауна и Едгара С. Брајтмана и реални лични теизам Томе Аквинског су неадекватни, јер би коначно постојање особа зависило од њиховог постојања у бескрајној Особи и подржавају став о неразумљивој доктрини стварања ни из чега.
Лични идеализам Ховисон је објаснио у својој књизи The Limits of Evolution and Other Essays Illustrating the Metaphysical Theory of Personal Idealism. Ховисон је створио радикално демократски појам личног идеализма, који се протеже све до Бога, који је највиши крајњи владар, не само валадар и творац универзума, већ и крајњи демократа у вечном односу на друге вечне особе. Ховисон је наишао на неколико ученика међу верницима, за које је његова мисао била јеретичка, нерелигијска, док с друге стране, сматрају да су његови предлози религиозни. Само идеалистични атеизам Ј. М. Е. Мектагарта или апирионизам Томаса Дејвидсона изгледа да подсећа на Ховисонов лични идеализам.

## Узроци и утицаји
Филозоф Имануел Кант иако се формално не сматра персоналистом дао је важан допринос узроку персонализма, изјављујући да лице не треба да се вреднује само као средство од стране других људи и као такво треба да остане до краја, јер оно има достојанство (апсолутну унутрашњу вредност) и треба да се вреднује као добро по себи.
Католички филозоф и теолог Џон Хенри Њуман је позициониран као главни заговорник персонализма, по Џону Крозбију са Фрањевачког универзитета у својој књизи Personalist Papers. Крозби наводи да лични приступ Њумана вери, како је наведено у Граматици Сагласности, представља главни извор Њумановог персонализма.
Мартин Лутер Кинг је у великој мери утицао на персонализам на својим студијама на Бостонском универзитету. Кинг се сложио са ставом да је само личност стварна. То је учврстило његово схватање Бога као личног Бога. То му је такође дало метафизички основ за уверење да свака људска личност има достојанство и вредност. (видети његов есеј „“Pilgrimage to Nonviolence””. Архивирано на веб-сајту  (29. октобар 2008)).
Папа Јован Павле II је такође под утицајем персонализма заговарао хришћанску егзистенцицијалну филозофију Серена Киркегора. Пре него што је изабран за римског папу написао је Особа и Понашање, филозофски рад испуњен персонализмом. Иако је остао у оквиру традиционалног тока католичке социјалне и индивидуалне моралности, његово објашњење порекла моралних норми, као што је наведено у његовим енцикликама (папска писма која су упућена бискупима али и свим верницима) о економији и сексуалном моралу је у великој мери извучено из персоналистичке перспективе. Његови списи као римског папе су наравно утицали на генерације католичких теолога од кога су преузели персоналистичку перспективу засновану на теологији породице и друштвеном поретку.

## Познати персоналисти
| - Рендал Осиер - Херман ван Ромпој, бивши председник Европског савета - Јан Олаф Бенгстон - Папа Јован Павле II (Карол Војтила) - Дитрих фон Хилдебранд - Томас Буфорд - Едгар С. Брајтман - Борден Паркер Баун - Гари Л. Цесарц - Дороти Деј - Ралф Тајлер Флуелинг - Џорџ Холмс Ховисон - Богумил Гацка - Луиђи Ђусани - Џорџија Харкнес - Мартин Лутер Кинг - Алберт Ц. Нудсон - Едвард Коцбек - Кристофер Бојкин - Милан Комар - Едвард Левис - Габријел Марсел - Питер Морин - Ј. М. Е. Мектагарт - Валтер Џорџ Молдер - А. Ј. Мусте - Нго Дин Зјем - Нго Дин Ну - Мадам Нго Динх Дием - Нго Динх Тху - Николај Лоски - Константин Радулеску-Мотру - Шарл Ренувје - Денис де Регемонт - Вилијам Стерн - Едит Стејн (света Тереза Бенедиктског крста) - Ф. С. Ц. Шилер - Густав Тајхмилер - Пјер Трудо, премијер Канаде - Франциско де Са Карнеиро, министар Португала |